# William Jebor
William Jebor, né le 11 novembre 1991 à Monrovia, est un footballeur libérien. Il joue au poste d'attaquant au JK Nõmme Kalju en Estonie.

## Palmarès
- FAR
  - Champion de la Botola Pro 2016-2017 et de la Botola Pro 2018-2019
  - Ligue des champions de la CAF
    - Vainqueur: 2020

Meilleur buteur de la saison 2016-2017 en inscrivant 19 buts en 28 matchs